# Nati il 23 luglio
| Questa pagina contiene informazioni ricavate automaticamente dalle voci biografiche con l'ausilio del template Bio e di un bot. L'aggiornamento è periodico e automatico e ricostruisce completamente la pagina. Se manca una persona in questa lista, sei pregato di non aggiungerla, ma accertati piuttosto che la sua voce biografica contenga il template Bio e che i dati anagrafici siano correttamente compilati. Se il template Bio manca, inseriscilo tu stesso o, in alternativa, metti l'avviso {{tmp\|Bio}} che ne segnala la mancanza. Se i dati riportati sono sbagliati, correggi direttamente la voce biografica; le modifiche saranno visibili in questa lista entro pochi giorni. Per chiarimenti vedi il progetto biografie. La lista contiene solo le 1.105 persone che sono citate nell'enciclopedia e per le quali è stato implementato correttamente il template Bio. Pagina aggiornata al 13 ago 2025. |

## VII secolo(1)
- 645 - Yazid ibn Mu'awiya, califfo arabo († 683)

## XIV secolo(3)
- 1301 - Ottone IV d'Asburgo, duca († 1339)
- 1339 - Luigi I d'Angiò, principe francese († 1384)
- 1370 - Pier Paolo Vergerio il vecchio, umanista e pedagogista italiano († 1444)

## XV secolo(3)
- 1401 - Francesco Sforza, nobile italiano († 1466)
- 1475 - Alberto III Pio di Savoia, politico († 1531)
- 1489 - Costanzo Bentivoglio, nobile († 1542)

## XVI secolo(8)
- 1503 - Anna Jagellone, principessa ungherese († 1547)
- 1553 - Francesca Turini Bufalini, poetessa italiana († 1641)
- 1559 - Giovanni III Ventimiglia, nobile, politico e militare italiano († 1619)
- 1564 - Pellegrina Bonaventuri, nobile italiana
- 1574 - Balthasar I Moretus, tipografo e editore fiammingo († 1641)
- 1593 - Pietro Bini, presbitero e educatore italiano († 1635)
- 1594 - Ulysses von Salis, militare e politico svizzero († 1674)
- 1599 - Stephen Hansen Stephanius, filologo e storico danese († 1650)

## XVII secolo(13)
- 1606 - Galeazzo Gualdo Priorato, militare, storico e scrittore italiano († 1678)
- 1607 - Alberico II Cybo-Malaspina, sovrano italiano († 1690)
- 1614 - Bonaventura Peeters il Vecchio, pittore e incisore fiammingo († 1652)
- 1620 - Buonaccorso Buonaccorsi, cardinale italiano († 1678)
- 1635 - Adam Dollard des Ormeaux, militare francese († 1660)
- 1636 - Pietro Bartolomeo Cittadella, pittore italiano († 1704)
- 1647 - Luisa Maria del Palatinato, principessa tedesca († 1679)
- 1649 - Papa Clemente XI, papa, vescovo cattolico e cardinale italiano († 1721)
- 1657 - Francesco Paolo Nicolai, arcivescovo cattolico italiano († 1731)
- 1659 - Antonius Schulting, giurista danese († 1734)
- 1670 - Maria Maddalena Trenta, nobildonna e religiosa italiana († 1740)
- 1675 - Giovanni Minotto Ottoboni, arcivescovo cattolico italiano († 1742)
- 1684 - Giovanni Mavrocordatos, politico ottomano († 1719)

## XVIII secolo(22)
- 1731 - Pierre François Cornic-Dumoulin, ammiraglio francese († 1801)
- 1737 - Giorgio Castagna Giannone, medico italiano († 1811)
- 1739 - Liborio Coccetti, pittore italiano († 1816)
- 1746 - Bernardo de Gálvez y Madrid, generale e politico spagnolo († 1786)
- 1748 - Baldassarre Odescalchi, III principe Odescalchi, nobile italiano († 1810)
- 1757 - Anna Maria Panialis, tipografa italiana
- 1761 - Andrea Vitaliani, patriota, rivoluzionario e orologiaio italiano († 1799)
- 1761 - Rudolf von Wrbna und Freudenthal, politico e mineralogista austriaco († 1823)
- 1765 - Francis Russell, V duca di Bedford, politico britannico († 1802)
- 1772 - Anna Fux, soprano e pianista austriaco († 1852)
- 1773 - Thomas Brisbane, astronomo e generale scozzese († 1860)
- 1773 - Abraham Colles, medico irlandese († 1843)
- 1775 - Étienne-Louis Malus, fisico, ingegnere e matematico francese († 1812)
- 1777 - Philipp Otto Runge, pittore tedesco († 1810)
- 1779 - Luigi Rostagno di Villaretto, nobile italiano († 1847)
- 1781 - William John Burchell, esploratore e naturalista britannico († 1863)
- 1783 - Karl Chotek von Chotkow, nobile e politico boemo († 1868)
- 1785 - Francisco Antonio Pinto, generale e politico cileno († 1858)
- 1788 - Prideaux John Selby, ornitologo, botanico e artista inglese († 1867)
- 1794 - Christian Heinrich Pander, medico tedesco († 1865)
- 1795 - Johann Leopold Abel, musicista tedesco († 1871)
- 1796 - Franz Berwald, compositore e violinista svedese († 1868)

## XIX secolo(145)
- 1802 - Manuel María Lombardini, politico e generale messicano († 1853)
- 1803 - Samuel Maverick, avvocato statunitense († 1870)
- 1804 - Jane Irwin Harrison, first lady statunitense
- 1804 - Francesco Ignazio Scodnik, generale italiano († 1877)
- 1806 - Félix Arvers, poeta e drammaturgo francese († 1850)
- 1806 - Eduard Marxsen, pianista e compositore tedesco († 1887)
- 1806 - Benedetto Scafi, abate italiano († 1879)
- 1806 - Charles Stoddart, diplomatico e militare inglese († 1842)
- 1808 - Giovanni Cavalli, generale, inventore e politico italiano († 1879)
- 1809 - Vincenzo Sylos Labini, politico italiano († 1880)
- 1811 - Luigi Chiesi, avvocato, patriota e politico italiano († 1884)
- 1812 - Raffaele Pareto, ingegnere italiano († 1882)
- 1813 - Ludwig Andreas Buchner, farmacologo tedesco († 1897)
- 1815 - Giuseppe Biancheri, politico italiano († 1878)
- 1815 - André Charles Victor Reille, generale francese († 1887)
- 1816 - Charlotte Cushman, attrice teatrale statunitense († 1876)
- 1816 - J. Laurent, fotografo francese († 1886)
- 1819 - George Phipps, II marchese di Normanby, politico britannico († 1890)
- 1822 - Cesare Pastore, politico italiano († 1889)
- 1823 - Camillo Fontanelli, politico italiano († 1891)
- 1823 - Coventry Patmore, poeta inglese († 1896)
- 1823 - Alexandre Antonin Taché, missionario e arcivescovo cattolico canadese († 1894)
- 1824 - Kuno Fischer, filosofo tedesco († 1907)
- 1824 - Étienne Pernet, presbitero francese († 1899)
- 1825 - Daniel Iffla, mecenate francese († 1907)
- 1827 - Otto Ribbeck, filologo classico e latinista tedesco († 1898)
- 1828 - Louis Mérante, danzatore e coreografo francese († 1887)
- 1831 - Thomas Hodgkin, storico inglese († 1913)
- 1832 - Francesco Saverio Melissari, politico e imprenditore italiano († 1900)
- 1833 - Spencer Cavendish, VIII duca di Devonshire, nobile e politico britannico († 1908)
- 1834 - James Gibbons, cardinale e arcivescovo cattolico statunitense († 1921)
- 1838 - Édouard Colonne, direttore d'orchestra e violinista francese († 1910)
- 1844 - Hermann David Salomon Corrodi, pittore italiano († 1905)
- 1844 - Harriet Williams Russell Strong, inventrice, filantropa e attivista statunitense († 1926)
- 1845 - Hermann Fol, zoologo svizzero († 1892)
- 1845 - Margaret Louisa Vanderbilt, filantropa statunitense († 1924)
- 1846 - Giuseppe Francica-Nava de Bondifè, cardinale e arcivescovo cattolico italiano († 1928)
- 1847 - Giovanni Minoli, patriota italiano († 1859)
- 1849 - Edoardo Masdea, politico e generale italiano († 1910)
- 1849 - Seth Bullock, politico e imprenditore canadese († 1919)
- 1849 - Géza Zichy, pianista e compositore ungherese († 1924)
- 1850 - Daniel Elmer Salmon, veterinario e chirurgo statunitense († 1914)
- 1850 - Antonio Orlandi Cardini, patriota, politico e militare italiano († 1920)
- 1851 - Antonin Carlès, scultore francese († 1919)
- 1851 - Peder Severin Krøyer, pittore danese († 1909)
- 1853 - Vincenzo Filonardi, politico e militare italiano († 1916)
- 1854 - Miquel Carbonell i Selva, pittore e poeta spagnolo († 1896)
- 1855 - Edward Lyttelton, calciatore inglese († 1942)
- 1856 - Herman Klein, critico musicale, musicista e insegnante inglese († 1934)
- 1856 - Bal Gangadhar Tilak, attivista e politico indiano († 1920)
- 1857 - Norman Bailey, calciatore inglese († 1923)
- 1858 - Edward Irenaeus Prime-Stevenson, scrittore e giornalista statunitense († 1942)
- 1860 - Georg Achen, pittore danese († 1912)
- 1862 - Massimiliano Maria di Thurn und Taxis, principe († 1885)
- 1863 - Sibil, poetessa, scrittrice e pubblicista armena († 1934)
- 1863 - Sándor Bródy, scrittore e giornalista ungherese († 1924)
- 1863 - Samuel Henry Kress, imprenditore, collezionista d'arte e mecenate statunitense († 1955)
- 1863 - Vittorio Pepe, compositore italiano († 1943)
- 1863 - Angelo Rodinò, generale italiano († 1961)
- 1864 - Edwin Hedley, canottiere statunitense († 1947)
- 1864 - Apolinario Mabini, politico e rivoluzionario filippino († 1903)
- 1864 - Eugenio Masè Dari, avvocato e economista italiano († 1961)
- 1865 - Max Heindel, esoterista e astrologo danese († 1919)
- 1865 - Henry Norris, imprenditore, politico e manager inglese († 1934)
- 1866 - Francesco Cilea, compositore italiano († 1950)
- 1866 - Matteo Correa Magallanes, presbitero messicano († 1927)
- 1866 - Lucia Pagniello, poetessa italiana († 1960)
- 1867 - Kōda Rohan, scrittore giapponese († 1947)
- 1870 - Xiong Xiling, filantropo e politico cinese († 1937)
- 1871 - Ovide Decroly, pedagogista, neurologo e psicologo belga († 1932)
- 1872 - Edward Adrian Wilson, esploratore, medico e naturalista britannico († 1912)
- 1873 - Marie Janson, politica belga († 1960)
- 1874 - Orin Upshaw, tiratore di fune statunitense († 1937)
- 1875 - Ettore Marroni, giornalista italiano († 1943)
- 1877 - Armando Gill, cantautore e attore italiano († 1945)
- 1877 - Alessandro Pirzio Biroli, generale e schermidore italiano († 1962)
- 1878 - Gaetano Alberti, militare italiano († 1915)
- 1879 - Ernst Herzfeld, archeologo, orientalista e iranista tedesco († 1948)
- 1879 - Margaret Illington, attrice teatrale statunitense († 1934)
- 1879 - Georg John, attore tedesco († 1941)
- 1879 - Luigi Michelacci, pittore italiano († 1959)
- 1880 - Emma P. Carr, chimica e insegnante statunitense († 1972)
- 1880 - Arthur Maude, attore, regista e sceneggiatore inglese († 1950)
- 1880 - Elia di Borbone-Parma, nobile († 1959)
- 1881 - Bergin Nilsen, ginnasta e multiplista statunitense († 1981)
- 1881 - Bernardo Paoloni, meteorologo e religioso italiano († 1944)
- 1882 - Pier Enrico Astorri, scultore italiano († 1926)
- 1882 - Albert Eugene Gallatin, pittore statunitense († 1952)
- 1882 - Kâzım Karabekir, generale e politico turco († 1948)
- 1882 - Enrico Venier, pallanuotista e nuotatore italiano († 1934)
- 1883 - Alan Brooke, generale britannico († 1963)
- 1883 - Luigi Meta, politico italiano († 1943)
- 1883 - Otto Obermeier, pittore e illustratore tedesco († 1958)
- 1883 - Stuart Paton, regista, sceneggiatore e attore scozzese († 1944)
- 1883 - Ubaldo Soddu, generale italiano († 1949)
- 1884 - Henry Christophe, arbitro di calcio belga († 1968)
- 1884 - José do Patrocínio Dias, vescovo cattolico portoghese († 1965)
- 1884 - Emil Jannings, attore tedesco († 1950)
- 1884 - Armando Maglioni, militare italiano († 1936)
- 1884 - Albert Warner, produttore cinematografico statunitense († 1967)
- 1885 - Mario Tosatto, pittore, scultore e architetto italiano († 1913)
- 1886 - Salvador de Madariaga, diplomatico, politico e scrittore spagnolo († 1978)
- 1886 - Cesare Massini, antifascista e politico italiano († 1967)
- 1886 - Walter Schottky, fisico e inventore tedesco († 1976)
- 1888 - Annibale Carletti, presbitero e militare italiano († 1972)
- 1888 - Raymond Chandler, scrittore e sceneggiatore statunitense († 1959)
- 1889 - Hjalmar Andersson, mezzofondista svedese († 1971)
- 1889 - Gino Benigni, architetto italiano († 1948)
- 1889 - Louis Ségura, ginnasta francese († 1963)
- 1889 - Pietro Zangheri, naturalista e scrittore italiano († 1983)
- 1890 - Jurij Pavlovič Annenkov, pittore russo († 1974)
- 1891 - Kurt Bergström, velista svedese († 1955)
- 1891 - Harry Cohn, produttore cinematografico statunitense († 1958)
- 1891 - Walter Hartmann, generale tedesco († 1977)
- 1891 - Gabriel Le Bras, giurista, sociologo e storico delle religioni francese († 1970)
- 1891 - Vladimir Ratomskij, attore sovietico († 1965)
- 1892 - Erik Adlerz, tuffatore svedese († 1975)
- 1892 - Umberto Bagnasco, calciatore italiano († 1944)
- 1892 - Arvid Lindau, patologo, batteriologo e scienziato svedese († 1958)
- 1892 - Hailé Selassié, imperatore etiope († 1975)
- 1893 - Ernesto Fassio, imprenditore e armatore italiano († 1968)
- 1893 - Guido Jurgens, ufficiale e carabiniere italiano († 1963)
- 1894 - Dezső László, generale ungherese († 1949)
- 1894 - Hans Peters, scenografo britannico († 1976)
- 1894 - Arthur Treacher, attore britannico († 1975)
- 1895 - Ugo Chiesa, calciatore italiano
- 1895 - Bruno Jacoponi, calciatore italiano († 1979)
- 1895 - Hermann Kreß, generale tedesco († 1943)
- 1895 - Albert Mercier, calciatore francese († 1969)
- 1895 - Aileen Pringle, attrice statunitense († 1989)
- 1895 - Florence Vidor, attrice statunitense († 1977)
- 1896 - Katharine Burdekin, romanziera britannica († 1963)
- 1897 - Stuart Cloete, scrittore, saggista e biografo sudafricano († 1976)
- 1898 - Carlo Augusto di Thurn und Taxis, principe tedesco († 1982)
- 1898 - Bengt Djurberg, attore svedese († 1941)
- 1898 - Reg Osborne, calciatore inglese († 1977)
- 1899 - Nerio Bernardi, attore italiano († 1971)
- 1899 - Gustav Heinemann, politico tedesco († 1976)
- 1899 - Karl Manitius, medievista tedesco († 1979)
- 1899 - Ludwig Obersteiner, alpinista e avvocato austriaco († 1946)
- 1899 - Viola Savoy, attrice statunitense († 1987)
- 1899 - Henrik Sjögren, oculista svedese († 1986)
- 1900 - John Babcock, militare canadese († 2010)
- 1900 - Mario Rodinò di Miglione, ingegnere e politico italiano († 1961)
- 1900 - Adolfo Tino, avvocato, giornalista e banchiere italiano († 1977)

## XX secolo(869)
- 1901 - Giuseppe Fabbri, giornalista, pittore e ceramista italiano
- 1901 - Giovanni Farina, militare e aviatore italiano († 1942)
- 1901 - Helen Ferguson, attrice statunitense († 1977)
- 1901 - Donald Reed, attore messicano († 1973)
- 1901 - Eugene Oberst, giavellottista, giocatore di football americano e allenatore di football americano statunitense († 1991)
- 1901 - Hank Worden, attore statunitense († 1992)
- 1902 - Ada Gobetti, giornalista, traduttrice e partigiana italiana († 1968)
- 1902 - Otto Laporte, fisico tedesco († 1971)
- 1902 - Elbridgen Rand Herron, alpinista, letterato e musicista statunitense († 1932)
- 1903 - Franco Ciampitti, scrittore e giornalista italiano († 1988)
- 1903 - Roger Leenhardt, regista, attore e produttore cinematografico francese († 1985)
- 1904 - Richard Gaines, attore statunitense († 1975)
- 1904 - Adone Zecchi, compositore e direttore di coro italiano († 1995)
- 1905 - Leopold Engleitner, religioso austriaco († 2013)
- 1905 - Raffaello Guzman, giornalista e aviatore italiano († 1984)
- 1905 - Otto Kippes, astronomo tedesco († 1994)
- 1906 - Walter Blume, militare e agente segreto tedesco († 1974)
- 1906 - Caterina Marcenaro, storica dell'arte, museologa e funzionaria italiana († 1976)
- 1906 - Vladimir Prelog, chimico croato († 1998)
- 1906 - Chandra Shekhar Azad, rivoluzionario indiano († 1931)
- 1907 - Ali Benouna, calciatore francese († 1980)
- 1907 - Max Catto, scrittore e drammaturgo britannico († 1992)
- 1907 - Ernesto Valentini, psicologo e gesuita italiano († 1987)
- 1908 - Antonio D'Andrea, scultore italiano († 1955)
- 1908 - Karl Swenson, attore statunitense († 1978)
- 1908 - Elio Vittorini, scrittore, traduttore e critico letterario italiano († 1966)
- 1909 - Bruno Bertacchini, calciatore italiano
- 1909 - Benigno Calvi, religioso italiano († 1937)
- 1909 - Lisa Gelius, giavellottista, ostacolista e velocista tedesca († 2006)
- 1909 - Jacques Nguyễn Ngọc Quang, vescovo cattolico vietnamita († 1990)
- 1909 - Primo Sarti, militare e marinaio italiano († 1944)
- 1909 - Giambattista Vicari, giornalista, scrittore e editore italiano († 1978)
- 1910 - Karl Adamek, calciatore e allenatore di calcio austriaco († 2000)
- 1910 - Cheikh El Hasnaoui, cantante algerino († 2002)
- 1910 - Pimen, arcivescovo ortodosso russo († 1990)
- 1910 - Fernando de Santiago y Díaz de Mendívil, generale e politico spagnolo († 1994)
- 1910 - Vladimir Leonidovič Suchobokov, regista cinematografico sovietico († 1973)
- 1910 - Ted Tinling, tennista, stilista e giornalista inglese († 1990)
- 1910 - Mario Zorzi, tiratore a segno italiano († 1944)
- 1911 - Al Dempster, illustratore statunitense († 2001)
- 1911 - Jean Fontenay, ciclista su strada francese († 1975)
- 1911 - Johnny Lax, hockeista su ghiaccio statunitense († 2001)
- 1912 - M.H. Abrams, critico letterario statunitense († 2015)
- 1912 - Aníbal Ciocca, calciatore uruguaiano († 1981)
- 1912 - Michael Wilding, attore britannico († 1979)
- 1913 - Coral Browne, attrice australiana († 1991)
- 1913 - Michael Foot, politico, giornalista e scrittore britannico († 2010)
- 1913 - Fabien Galateau, ciclista su strada e dirigente sportivo francese († 1995)
- 1913 - Gherasim Luca, poeta rumeno († 1994)
- 1913 - Rolando Ricci, militare e aviatore italiano († 1962)
- 1914 - Andrea Cucino, generale italiano († 1989)
- 1914 - Francesco Ferlaino, magistrato italiano († 1975)
- 1914 - Virgil Finlay, disegnatore statunitense († 1971)
- 1914 - Guido Focacci, militare, aviatore e partigiano italiano († 2013)
- 1914 - Carl Foreman, sceneggiatore, produttore cinematografico e regista statunitense († 1984)
- 1914 - Reidar Kvammen, calciatore norvegese († 1998)
- 1914 - Evelyn Lambart, regista e animatrice canadese († 1999)
- 1914 - Alf Prøysen, scrittore, poeta e cantautore norvegese († 1970)
- 1915 - Hugo Bagnulo, allenatore di calcio e calciatore uruguaiano († 2008)
- 1915 - Michele Mattei, militare italiano († 1941)
- 1916 - Giuseppe Fracassi, politico italiano († 1984)
- 1916 - Sandra Gould, attrice statunitense († 1999)
- 1916 - Kurt Kreuger, attore tedesco († 2006)
- 1916 - Laurel Martyn, ballerina australiana († 2013)
- 1916 - Pierre Pibarot, calciatore e allenatore di calcio francese († 1981)
- 1916 - Ottavio Rossi, calciatore italiano († 2005)
- 1917 - Knut Brynildsen, calciatore norvegese († 1986)
- 1917 - Joseph McDivitt, ufficiale statunitense († 2019)
- 1917 - Wanda Perry, attrice e modella statunitense († 1985)
- 1918 - Antonio Pignedoli, matematico, fisico e politico italiano († 1989)
- 1918 - Ermenegildo Preti, progettista e ingegnere italiano († 1986)
- 1918 - Pee Wee Reese, giocatore di baseball statunitense († 1999)
- 1919 - Jim Chapin, batterista statunitense († 2009)
- 1919 - Davis Grubb, scrittore statunitense († 1980)
- 1919 - Antonino Occhipinti, politico italiano († 1999)
- 1919 - Héctor Oesterheld, giornalista e fumettista argentino († 1978)
- 1919 - Donald Olsen, architetto statunitense († 2015)
- 1920 - Amália Rodrigues, cantante e attrice portoghese († 1999)
- 1921 - Robert Brown, attore britannico († 2003)
- 1921 - Calvert DeForest, attore statunitense († 2007)
- 1921 - Malachi Martin, presbitero, teologo e scrittore irlandese († 1999)
- 1921 - Xavier Tilliette, filosofo, storico della filosofia e teologo francese († 2018)
- 1921 - Peter Twiss, militare e aviatore inglese († 2011)
- 1922 - Alcide Berloffa, politico italiano († 2011)
- 1922 - Luciano Berti, storico dell'arte italiano († 2010)
- 1922 - Fernando Carcupino, pittore e illustratore italiano († 2003)
- 1922 - Nicola Chiari, generale italiano († 1998)
- 1922 - Damiano Damiani, regista, saggista e attore italiano († 2013)
- 1922 - Buzz Kulik, regista e produttore televisivo statunitense († 1999)
- 1922 - Sydney Lassick, attore statunitense († 2003)
- 1922 - Maria Antonietta Macciocchi, scrittrice, giornalista e politica italiana († 2007)
- 1922 - Giulia Occhini, italiana († 1993)
- 1923 - Giuseppe Boffa, giornalista, storico e politico italiano († 1998)
- 1923 - Aldo Ducci, politico italiano († 1995)
- 1923 - Cyril M. Kornbluth, autore di fantascienza statunitense († 1958)
- 1923 - Nedo Logli, ciclista su strada italiano († 2014)
- 1923 - Germain Muller, drammaturgo, poeta e attore teatrale francese († 1994)
- 1923 - Silvio Ravera, presbitero e scrittore italiano († 2003)
- 1924 - Gazanfer Bilge, lottatore turco († 2008)
- 1924 - Dante Di Maso, calciatore italiano († 2005)
- 1924 - Massimo Franciosa, sceneggiatore, regista e scrittore italiano († 1998)
- 1924 - Lorenzo Isgrò, politico italiano († 1999)
- 1924 - Sabine Weiss, fotografa svizzera († 2021)
- 1925 - Nino Assirelli, ciclista su strada italiano († 2018)
- 1925 - Pierre Baugniet, pattinatore artistico su ghiaccio belga († 1981)
- 1925 - Harvey Bennett, hockeista su ghiaccio canadese († 2004)
- 1925 - Gloria DeHaven, attrice statunitense († 2016)
- 1925 - Alain Decaux, storico francese († 2016)
- 1925 - Burt Glinn, fotografo statunitense († 2008)
- 1925 - Quett Masire, politico botswano († 2017)
- 1925 - Magdalo Mussio, artista e grafico italiano († 2006)
- 1925 - Samuel Schemberg, pallanuotista brasiliano († 2005)
- 1925 - Oliver Smithies, genetista inglese († 2017)
- 1926 - Alfredo Baldani Guerra, politico italiano († 2009)
- 1926 - Avram Barokas, cestista turco († 2003)
- 1926 - Cedella Booker, cantautrice e scrittrice giamaicana († 2008)
- 1926 - Giovanni Losardo, politico italiano († 1980)
- 1926 - Robert McCormick Adams, archeologo e antropologo statunitense († 2018)
- 1926 - Ludvík Vaculík, scrittore e giornalista ceco († 2015)
- 1927 - Gérard Brach, sceneggiatore francese († 2006)
- 1927 - Bülent Aziz Esel, calciatore turco († 2004)
- 1927 - Al McCandless, politico statunitense († 2017)
- 1927 - Elliot See, astronauta statunitense († 1966)
- 1928 - Walter Beerli, calciatore svizzero († 1995)
- 1928 - Leon Fleisher, pianista e direttore d'orchestra statunitense († 2020)
- 1928 - Franco Giraudo, ex calciatore e allenatore di calcio italiano
- 1928 - Pietrangelo Gregorio, ingegnere e inventore italiano († 2019)
- 1928 - Bill Lee, compositore, musicista e attore statunitense († 2023)
- 1928 - Luigi Locati, vescovo cattolico e missionario italiano († 2005)
- 1928 - Vera Rubin, astronoma statunitense († 2016)
- 1928 - Don Scott, pugile britannico († 2013)
- 1928 - Hubert Selby Jr., scrittore e sceneggiatore statunitense († 2004)
- 1928 - Cyrus Young, giavellottista statunitense († 2017)
- 1929 - Pierre Aubenque, filosofo francese († 2020)
- 1929 - Ladislao Brazionis, calciatore uruguaiano († 1986)
- 1929 - Gaetano Giuliano, politico italiano († 2023)
- 1929 - Tullio Maruzzo, presbitero italiano († 1981)
- 1929 - Helena Mázlová, cestista cecoslovacca († 2003)
- 1929 - James Stephen Sullivan, vescovo cattolico statunitense († 2006)
- 1930 - Salvatore De Meis, ingegnere e storico della scienza italiano († 2016)
- 1930 - Roger Hassenforder, ciclista su strada francese († 2021)
- 1930 - Richie Kamuca, sassofonista statunitense († 1977)
- 1930 - Richard Van Genechten, ciclista su strada belga († 2010)
- 1930 - Pierre Vidal-Naquet, storico francese († 2006)
- 1931 - Donald Bland, nuotatore britannico († 2006)
- 1931 - Gunnar Cyrèn, designer svedese († 2013)
- 1931 - Arata Isozaki, architetto giapponese († 2022)
- 1931 - Jørn Riel, scrittore danese († 2023)
- 1931 - Te Atairangikaahu, regina neozelandese († 2006)
- 1931 - Jan Troell, regista svedese
- 1932 - Jorge Arvizu, attore e doppiatore messicano († 2014)
- 1932 - Anatolij Kuznecov, compositore di scacchi russo († 2000)
- 1932 - Franca Lumachi, attrice e doppiatrice italiana († 2024)
- 1932 - Rolf Mägerli, ex calciatore svizzero
- 1932 - Aldo Perni, ex calciatore italiano
- 1932 - Giuseppe Pomati, calciatore italiano († 1992)
- 1933 - Raimund Johann Abraham, architetto austriaco († 2010)
- 1933 - Bert Convy, attore, cantante e regista statunitense († 1991)
- 1933 - Sergio Macoratti, cestista italiano († 2000)
- 1933 - Porfirio Muñoz Ledo, politico e diplomatico messicano († 2023)
- 1933 - Richard Rogers, architetto inglese († 2021)
- 1933 - Wolfango Zappasodi, politico italiano († 2004)
- 1934 - Semёn Davidovič Aranovič, regista sovietico († 1996)
- 1934 - Antonio Balsamo, compositore e sassofonista italiano († 1998)
- 1934 - Silvana Bosi, attrice e regista teatrale italiana († 2020)
- 1934 - Matilde Callari Galli, antropologa italiana
- 1934 - Nirmala Joshi, religiosa indiana († 2015)
- 1934 - Steve Lacy, sassofonista e compositore statunitense († 2004)
- 1934 - Veronika Petrovici, chirurga rumena († 2023)
- 1934 - Vitaliano Ravagli, scrittore, antifascista e attivista italiano († 2011)
- 1934 - Tom Tjaarda, designer statunitense († 2017)
- 1935 - Edward Acquah, calciatore ghanese († 2011)
- 1935 - John Cordts, pilota di Formula 1 canadese
- 1935 - Saverio D'Amelio, politico italiano
- 1935 - Miki Del Prete, paroliere e produttore discografico italiano
- 1935 - Louis Desgranges, calciatore francese († 2016)
- 1935 - Jim Hall, ex pilota automobilistico e dirigente sportivo statunitense
- 1935 - Santi Latora, organista, compositore e arrangiatore italiano
- 1935 - Bo Roberson, lunghista e giocatore di football americano statunitense († 2001)
- 1935 - Nigel Guy Wilson, filologo classico, grecista e paleografo britannico
- 1936 - Giorgio Bubba, giornalista e telecronista sportivo italiano († 2018)
- 1936 - Giuseppe Da Prato, matematico italiano († 2023)
- 1936 - Robyn Mason Dawes, psicologo e saggista statunitense († 2010)
- 1936 - Don Drysdale, giocatore di baseball statunitense († 1993)
- 1936 - Anthony Kennedy, giurista statunitense
- 1936 - Benito Sarti, calciatore italiano († 2020)
- 1937 - Carlos Insaurralde, cestista paraguaiano († 2020)
- 1937 - Emilio Morollón, calciatore spagnolo († 1992)
- 1937 - Joseph Novales, ciclista su strada spagnolo († 1985)
- 1937 - Orlando Rozzoni, calciatore e allenatore di calcio italiano († 2009)
- 1937 - Bruce Surtees, direttore della fotografia statunitense († 2012)
- 1937 - Aleksandr Travin, cestista sovietico († 1989)
- 1938 - Juliet Anderson, attrice pornografica e regista statunitense († 2010)
- 1938 - Marcello Cestaro, imprenditore e dirigente sportivo italiano
- 1938 - Charles Chandler, militare statunitense († 1968)
- 1938 - Ronny Cox, attore e musicista statunitense
- 1938 - Götz George, attore tedesco († 2016)
- 1938 - Charles Harrelson, criminale statunitense († 2007)
- 1938 - Boris Naščёkin, regista sovietico († 1993)
- 1938 - Bert Newton, conduttore televisivo e attore australiano († 2021)
- 1938 - Petăr Tačev, ex sollevatore bulgaro
- 1939 - Gavril Blajek, ex pallanuotista rumeno
- 1939 - Betiana Blum, attrice argentina
- 1939 - Antonio Faeti, scrittore, saggista e pedagogista italiano
- 1939 - Javier Sanjuán, cestista spagnolo († 2021)
- 1940 - Marijan Brnčić, ex calciatore e allenatore di calcio jugoslavo
- 1940 - Danielle Collobert, scrittrice francese († 1978)
- 1940 - Daniel Goldin, ingegnere statunitense
- 1940 - John Nichols, scrittore statunitense († 2023)
- 1940 - Tommaso Padoa-Schioppa, economista e banchiere italiano († 2010)
- 1940 - Román Quinos, ex schermidore argentino
- 1941 - Pierre Agostini, fisico francese
- 1941 - Renato Ischia, scultore e artista italiano († 2025)
- 1941 - Sergio Mattarella, politico e giurista italiano
- 1942 - Madeline Bell, cantante statunitense
- 1942 - Erika Blanc, attrice italiana
- 1942 - Allen Danziger, attore statunitense
- 1942 - Hannelore Elsner, attrice e doppiatrice tedesca († 2019)
- 1942 - Franco Rotelli, psichiatra italiano († 2023)
- 1942 - Jean-Claude Rudaz, ex pilota automobilistico svizzero
- 1942 - Roland Sabatier, pittore e scrittore francese († 2022)
- 1942 - Fredi, cantante finlandese († 2021)
- 1943 - Paolo Costa, ex politico e economista italiano
- 1943 - William Meyers, pugile sudafricano († 2014)
- 1943 - Brizio Montinaro, attore e scrittore italiano
- 1943 - Zvonimir Vujin, pugile serbo († 2019)
- 1943 - Tony Joe White, cantautore e chitarrista statunitense († 2018)
- 1943 - Domenico Zinzi, medico e politico italiano
- 1944 - Maria João Pires, pianista portoghese
- 1944 - Pepe Serna, attore statunitense
- 1944 - Claudio Turchetto, ex calciatore italiano
- 1945 - Tino Bedin, politico e giornalista italiano
- 1945 - Massimo Boldi, attore, comico e produttore cinematografico italiano
- 1945 - Marg Curry, ex cestista canadese
- 1945 - Edie McClurg, attrice statunitense
- 1945 - Endre Molnár, ex pallanuotista ungherese
- 1945 - Jim Price, musicista, compositore e produttore discografico statunitense
- 1945 - Jon Sammels, ex calciatore inglese
- 1946 - José Agustín Aranzábal, calciatore spagnolo († 2020)
- 1946 - Edoardo Bennato, cantautore e polistrumentista italiano
- 1946 - Rino Bizzarro, scrittore, regista e attore italiano
- 1946 - Giovanni Brizzi, storico italiano
- 1946 - Roberto Frizzo, chitarrista e musicista italiano
- 1946 - Timothy V. Johnson, politico statunitense († 2022)
- 1946 - Aleksandr Kajdanovskij, attore e regista sovietico († 1995)
- 1946 - Andy Mackay, sassofonista, oboista e compositore britannico
- 1946 - Stephen Mitchell, psicoanalista statunitense († 2000)
- 1946 - Arvid Noe, marinaio norvegese († 1976)
- 1946 - Aydın Örs, ex cestista e allenatore di pallacanestro turco
- 1946 - Apolinar Paniagua, ex calciatore paraguaiano
- 1947 - Mohan Agashe, produttore cinematografico, scenografo e attore indiano
- 1947 - Ulrich Beyer, pugile tedesco († 1988)
- 1947 - David Bordwell, storico del cinema, critico cinematografico e blogger statunitense († 2024)
- 1947 - Doudou Camara, cestista senegalese († 2024)
- 1947 - Giuliano Dominoni, ex ciclista su strada italiano
- 1947 - Gardner Dozois, scrittore e curatore editoriale statunitense († 2018)
- 1947 - David Essex, cantante britannico
- 1947 - Paolo Leonardi, filosofo italiano
- 1947 - Larry Manetti, attore statunitense
- 1947 - Ljubov' Muchačëva, ex fondista sovietica
- 1947 - Torsten Palm, ex pilota automobilistico svedese
- 1947 - Robert Parker, statunitense
- 1947 - Rosellina Piano, scrittrice italiana
- 1948 - Coby Dietrick, ex cestista statunitense
- 1948 - John Hall, politico statunitense
- 1948 - Rafael Marañón, ex calciatore spagnolo
- 1948 - Giancarlo Oddi, dirigente sportivo, allenatore di calcio e ex calciatore italiano
- 1948 - Egil Olsen, calciatore norvegese († 2018)
- 1948 - Franco Piro, politico italiano († 2017)
- 1948 - Laura Pisano, storica italiana
- 1948 - Giuseppe Regali, ex calciatore italiano
- 1948 - Jimmy Thordsen, ex cestista statunitense
- 1949 - Carol Bollinger, ex cestista statunitense
- 1949 - Carlos Bonell, chitarrista inglese
- 1949 - John Partridge, batterista, cantante e compositore britannico
- 1950 - Leon Benbow, ex cestista statunitense
- 1950 - Lucia Codurelli, politica italiana
- 1950 - Stewart Milne, dirigente sportivo e imprenditore scozzese
- 1950 - Miomir Mugoša, politico montenegrino
- 1950 - Michele Plastino, giornalista italiano
- 1950 - Ramón Quiroga, ex calciatore argentino
- 1950 - Felipe Solá, politico e ingegnere argentino
- 1951 - Fabrizio Della Seta, musicologo italiano
- 1951 - Stefano Dradi, ex calciatore italiano
- 1951 - Steve Fenwick, rugbista a 15 e dirigente d'azienda britannico
- 1951 - Manolo Flores, ex cestista e allenatore di pallacanestro spagnolo
- 1951 - Michael McConnohie, doppiatore, attore e scrittore statunitense
- 1951 - Massimo Presciutti, disegnatore italiano
- 1951 - David Roberts, ex astista statunitense
- 1952 - Ezio Bertuzzo, calciatore e allenatore di calcio italiano († 2014)
- 1952 - Nicholas Hooper, compositore inglese
- 1952 - Hans Höglund, pesista svedese († 2012)
- 1952 - Massimo Luciani, giurista e costituzionalista italiano
- 1952 - Noboru Rokuda, fumettista giapponese
- 1952 - John Rutsey, batterista canadese († 2008)
- 1952 - Janis Siegel, cantante e arrangiatrice statunitense
- 1952 - Mark Weiser, informatico statunitense († 1999)
- 1953 - Claude Barzotti, cantante belga († 2023)
- 1953 - Nikolaj Bažukov, fondista sovietico
- 1953 - Gavin Bocquet, scenografo britannico
- 1953 - Bogdan Konopka, fotografo e critico d'arte polacco († 2019)
- 1953 - Ana Botella, politica spagnola
- 1953 - Michael Kind, attore tedesco
- 1953 - Najib Razak, politico malese
- 1953 - Hezekiah Ochuka, militare keniota († 1987)
- 1953 - Karl-Heinz Radschinsky, ex sollevatore tedesco occidentale
- 1953 - Georgina Rizk, modella libanese
- 1953 - Brent Sexton, ex giocatore di football americano statunitense
- 1953 - Axel Tyll, ex calciatore tedesco orientale
- 1954 - Roberto Amen, giornalista italiano
- 1954 - Magdalena Bartoș, ex schermitrice rumena
- 1954 - Lorenzo Bersezio, scrittore italiano
- 1954 - Vachtang Blagidze, ex lottatore georgiano
- 1954 - Susan Dunn, soprano statunitense
- 1954 - Nicolae Negrilă, ex calciatore rumeno
- 1954 - Saúl Rivero, calciatore uruguaiano († 2022)
- 1954 - Annie Sprinkle, ex attrice pornografica statunitense
- 1955 - Faustino Armendáriz Jiménez, arcivescovo cattolico messicano
- 1955 - Fulvio Ervas, scrittore italiano
- 1955 - Claude Fior, progettista francese († 2001)
- 1955 - Nieves García, scacchista spagnola
- 1955 - Bruno Mancuso, politico italiano
- 1955 - Brendan O'Callaghan, ex calciatore irlandese
- 1956 - Mike Bruner, ex nuotatore statunitense
- 1956 - Arno del Curto, hockeista su ghiaccio e allenatore di hockey su ghiaccio svizzero
- 1956 - Zoltán Dani, ufficiale serbo
- 1956 - Alessandra Finesso, nuotatrice italiana († 2007)
- 1956 - Salvatore Giacalone, politico italiano
- 1956 - Maria Grigoraș, ex cestista rumena
- 1956 - Gabriella Marchi, ginnasta italiana († 1990)
- 1956 - Tengiz Sulakvelidze, ex calciatore sovietico
- 1957 - Renato Acanfora, ex calciatore italiano
- 1957 - Rufus Beck, attore e doppiatore tedesco
- 1957 - Jo Brand, comica e attrice britannica
- 1957 - Winifred Freedman, attrice e cantante statunitense
- 1957 - Nikos Galīs, ex cestista greco
- 1957 - Theo van Gogh, regista, attore e produttore televisivo olandese († 2004)
- 1957 - Lucia Grecu, ex cestista rumena
- 1957 - Olav Hansson, ex saltatore con gli sci norvegese
- 1957 - Paolo Pavese, allenatore di calcio e ex calciatore italiano
- 1957 - Mario Russotto, vescovo cattolico italiano
- 1957 - Larry Stefanki, ex tennista e allenatore di tennis statunitense
- 1957 - Quentin Willson, conduttore televisivo inglese
- 1958 - Piero Ghibaudo, ciclista su strada italiano († 2015)
- 1958 - Ken Green, golfista statunitense
- 1958 - Frank Mill, calciatore tedesco († 2025)
- 1959 - Pedro Aznar, cantante e polistrumentista argentino
- 1959 - Carlo Ballarini, pianista e compositore italiano
- 1959 - Giovanni Castellucci, ex dirigente d'azienda italiano
- 1959 - Michele Emiliano, politico e magistrato italiano
- 1959 - Li Qiang, politico cinese
- 1959 - Vincenzo Nisco, designer e effettista italiano
- 1959 - Carl Phillips, poeta statunitense
- 1959 - Yoshio Sakamoto, autore di videogiochi giapponese
- 1959 - Nancy Savoca, regista, sceneggiatrice e produttrice cinematografica italiana
- 1959 - Mauro Zuliani, ex velocista italiano
- 1960 - Anne Ahlgren, ex pentatleta svedese
- 1960 - Laura Allegrini, politica italiana
- 1960 - Mario Bellatin, scrittore messicano
- 1960 - Manfred Bockenfeld, allenatore di calcio e ex calciatore tedesco
- 1960 - Ruben Garfias, attore statunitense
- 1960 - Susan Graham, mezzosoprano statunitense
- 1960 - Mike Hulme, climatologo e geografo britannico
- 1960 - Steve James, ex rugbista a 15 e allenatore di rugby a 15 australiano
- 1960 - Jim Kammerud, animatore, regista e sceneggiatore statunitense
- 1960 - Jon Landau, produttore cinematografico statunitense († 2024)
- 1960 - Curtis William Marean, paleontologo e archeologo statunitense
- 1960 - Livio Parasuco, ex hockeista su pista e allenatore di hockey su pista italiano
- 1960 - Al Perez, ex wrestler statunitense
- 1960 - Graziella Santini, ex lunghista sammarinese
- 1961 - Gonzalo Arconada, allenatore di calcio spagnolo
- 1961 - Antonio Babini, allenatore di pallavolo e ex pallavolista italiano
- 1961 - Duccio Camerini, attore, regista e sceneggiatore italiano
- 1961 - Antoine Carr, ex cestista statunitense
- 1961 - Vikram Chandra, romanziere indiano
- 1961 - Darryl Sims, ex giocatore di football americano statunitense
- 1961 - Michael Durant, scrittore, imprenditore e militare statunitense
- 1961 - Martin Gore, chitarrista, tastierista e cantautore inglese
- 1961 - Woody Harrelson, attore statunitense
- 1961 - Marco Milano, attore e cabarettista italiano
- 1961 - Luis Fernando Montoya, allenatore di calcio colombiano
- 1961 - Florence Noiville, giornalista francese
- 1961 - Holm Singer, ex agente segreto tedesco
- 1961 - Rob Stewart, attore canadese
- 1962 - Christoph Hainz, alpinista italiano
- 1962 - Eriq La Salle, attore e regista statunitense
- 1962 - Hiroshi Mikami, attore giapponese
- 1963 - Leandro Barsotti, cantautore e giornalista italiano
- 1963 - Renato Borghetti, musicista e compositore brasiliano
- 1963 - Daniele Emmanuello, mafioso italiano († 2007)
- 1963 - Junus-bek Bamatgireevič Evkurov, politico e generale russo
- 1963 - Nanna Lüders Jensen, cantante danese
- 1963 - Scott Strausbaugh, ex canoista statunitense
- 1963 - Andy Townsend, ex calciatore irlandese
- 1963 - Slobodan Živojinović, ex tennista jugoslavo
- 1964 - Teófilo Barrios, ex calciatore paraguaiano
- 1964 - Tim Kellett, musicista britannico
- 1964 - Victor Maduro, judoka
- 1964 - Nick Menza, batterista statunitense († 2016)
- 1964 - Manuel Rocheman, pianista francese
- 1964 - Karsten Stolz, pesista tedesco († 2025)
- 1964 - Matilda Ziegler, attrice britannica
- 1965 - Cai Jian Lin, allenatore di calcio, ex calciatore e ex giocatore di calcio a 5 cinese
- 1965 - Rob Dickinson, chitarrista e cantante britannico
- 1965 - Keith Downing, allenatore di calcio e ex calciatore inglese
- 1965 - Pierpaolo Ferrazzi, ex canoista italiano
- 1965 - Grace Mugabe, imprenditrice e politica zimbabwese
- 1965 - Kjell Olofsson, ex calciatore svedese
- 1965 - Slash, chitarrista, compositore e produttore discografico britannico
- 1965 - Jörg Stübner, calciatore tedesco orientale († 2019)
- 1965 - Noriko Watanabe, attrice e compositrice giapponese
- 1966 - Joan Barbarà, ex calciatore e allenatore di calcio spagnolo
- 1966 - Uwe Fuchs, allenatore di calcio e ex calciatore tedesco
- 1966 - Laura Garavini, politica e attivista italiana
- 1966 - Maria Letizia Gorga, attrice italiana
- 1966 - Birthe Hegstad, ex calciatrice norvegese
- 1966 - Simona Levi, drammaturga e regista teatrale spagnola
- 1966 - Hamid Mir, giornalista pakistano
- 1966 - Emidio Morganti, ex arbitro di calcio italiano
- 1966 - Jacek Podgórski, ex giocatore di calcio a 5 polacco
- 1966 - Lorenz Schindelholz, bobbista svizzero
- 1966 - Stanislav Tarasenko, ex lunghista russo
- 1966 - Michele Vendruscolo, fisico e chimico italiano
- 1966 - Micheal Williams, ex cestista statunitense
- 1966 - Javad Zarincheh, ex calciatore iraniano
- 1967 - Giorgia Fiorio, fotografa e cantante italiana
- 1967 - Philip Seymour Hoffman, attore statunitense († 2014)
- 1967 - Nicole Jagerman, ex tennista olandese
- 1967 - Irina Kiseleva, ex pentatleta sovietica
- 1967 - Kem, cantautore statunitense
- 1967 - Stauros Papastaurou, politico greco
- 1967 - Titiyo, cantante e musicista svedese
- 1967 - Noboru Ueda, pilota motociclistico giapponese
- 1967 - Mariane Pearl, scrittrice e giornalista francese
- 1968 - Elden Campbell, ex cestista statunitense
- 1968 - Jean-Marc Chanelet, ex calciatore francese
- 1968 - Beth Ehlers, attrice statunitense
- 1968 - Shawn Levy, regista, attore e produttore cinematografico canadese
- 1968 - Andrej Linevič, ex giocatore di calcio a 5 kazako
- 1968 - Elvira Mínguez, attrice spagnola
- 1968 - Lara Orfei, circense, personaggio televisivo e attrice italiana
- 1968 - Chris Pavone, scrittore statunitense
- 1968 - Gary Payton, ex cestista statunitense
- 1968 - Konstantin Pikalov, mercenario e militare russo
- 1968 - Stephanie Seymour, supermodella statunitense
- 1969 - Nacho Azofra, ex cestista spagnolo
- 1969 - Marco Bode, ex calciatore tedesco
- 1969 - Alessandro Cisilin, giornalista e antropologo italiano
- 1969 - Stéphane Diagana, ex ostacolista e velocista francese
- 1969 - Libor Janáček, ex calciatore ceco
- 1969 - Jeong Jae-geun, ex cestista sudcoreano
- 1969 - Sanjay Lal, ex giocatore di football americano e allenatore di football americano inglese
- 1969 - Felicia Pentimone, ex cestista italiana
- 1969 - Raphael Warnock, pastore protestante e politico statunitense
- 1970 - Charisma Carpenter, attrice statunitense
- 1970 - Tamara Costache, ex nuotatrice rumena
- 1970 - Rya Kihlstedt, attrice statunitense
- 1970 - Andrea Lavagnino, doppiatore e attore teatrale italiano
- 1970 - Kenji Nomura, doppiatore giapponese
- 1970 - Hennadij Orbu, allenatore di calcio e ex calciatore ucraino
- 1970 - Daniele Salera, vescovo cattolico italiano
- 1970 - Saulius Skvernelis, politico lituano
- 1970 - James Songok, ex mezzofondista keniota
- 1970 - Warwick Thornton, regista, sceneggiatore e direttore della fotografia australiano
- 1970 - Emanuela Tittocchia, attrice, conduttrice televisiva e opinionista italiana
- 1970 - Povilas Vanagas, ex danzatore su ghiaccio lituano
- 1971 - David Bianchini, ex calciatore italiano
- 1971 - Enrico Buonocore, allenatore di calcio e ex calciatore italiano
- 1971 - Cara-Beth Burnside, skater e snowboarder statunitense
- 1971 - Gocha Jamarauli, ex calciatore georgiano
- 1971 - Alison Krauss, cantante e violinista statunitense
- 1971 - Zindy Laursen, cantante danese
- 1971 - Massimo Lombardini, allenatore di calcio e ex calciatore italiano
- 1971 - Ciro Maschio, politico italiano
- 1971 - Rubens Pasino, allenatore di calcio e ex calciatore italiano
- 1971 - Cornelia Pfohl, ex arciera tedesca
- 1971 - Nicola Ransom, attrice tedesca
- 1971 - Alexander Schur, allenatore di calcio e ex calciatore tedesco
- 1972 - Philipp Beck, ex calciatore liechtensteinese
- 1972 - Isabella Corbellini, mezzofondista italiana
- 1972 - Giovane Élber, ex calciatore brasiliano
- 1972 - Trisha Fallon, ex cestista australiana
- 1972 - Anja Harteros, soprano tedesco
- 1972 - Ivano Lussignoli, canoista italiano († 2003)
- 1972 - Arturo Simont, schermidore messicano
- 1972 - Daniele Statella, disegnatore e fumettista italiano
- 1972 - Masaki Tsuchihashi, ex calciatore giapponese
- 1972 - Marlon Wayans, regista, attore e produttore cinematografico statunitense
- 1972 - Roger José de Noronha Silva, politico e ex calciatore brasiliano
- 1973 - Anthony Aguirre, cosmologo statunitense
- 1973 - Magda Amo Rius, sciatrice alpina e atleta paralimpica spagnola
- 1973 - Gunn Margit Andreassen, ex biatleta norvegese
- 1973 - Adrian Cashmore, ex rugbista a 15 neozelandese
- 1973 - Maria Cocuzza, ex ginnasta e ballerina italiana
- 1973 - Stefania De Francesco, attrice italiana
- 1973 - Daisy Donovan, attrice, conduttrice televisiva e scrittrice britannica
- 1973 - Thomas Ebert, canottiere danese
- 1973 - Søren Nils Eichberg, compositore tedesco
- 1973 - David Etxebarria, ex ciclista su strada spagnolo
- 1973 - Isaac Fe'aunati, rugbista a 15 e allenatore di rugby a 15 neozelandese
- 1973 - Andrius Giedraitis, ex cestista lituano
- 1973 - Kathryn Hahn, attrice statunitense
- 1973 - Darvin Ham, ex cestista e allenatore di pallacanestro statunitense
- 1973 - Francis Healy, cantante, chitarrista e pianista britannico
- 1973 - Ryan Jones, ex calciatore gallese
- 1973 - Monica Lewinsky, personaggio televisivo statunitense
- 1973 - Himesh Reshammiya, cantante, compositore e attore indiano
- 1973 - Andrea Scanavacca, ex rugbista a 15 e dirigente sportivo italiano
- 1974 - Lucie Ahl, ex tennista britannica
- 1974 - Hugo Alves Velame, allenatore di calcio e ex calciatore brasiliano
- 1974 - Martin Amerhauser, allenatore di calcio e ex calciatore austriaco
- 1974 - Fabio Carone, artista marziale italiano
- 1974 - Silvia Colloca, attrice e conduttrice televisiva italiana
- 1974 - Terry Glenn, giocatore di football americano statunitense († 2017)
- 1974 - Maurice Greene, ex velocista statunitense
- 1974 - Eddie Kennison, ex giocatore di football americano statunitense
- 1974 - Stephanie March, attrice statunitense
- 1974 - Katiuscia Merati, ex maratoneta e mezzofondista italiana
- 1974 - Bente Nordby, ex calciatrice norvegese
- 1974 - Kennedy Tsimba, ex rugbista a 15 zimbabwese
- 1974 - Andrea Ugolini, ex calciatore sammarinese
- 1974 - Rik Verbrugghe, dirigente sportivo e ex ciclista su strada belga
- 1974 - Tara Williams, ex cestista statunitense
- 1975 - Valeriy Berezovskiy, allenatore di calcio e ex calciatore kirghiso
- 1975 - Pietro Foroni, politico italiano
- 1975 - Phil Giles, pilota motociclistico britannico
- 1975 - Stephen Martines, attore e modello statunitense
- 1975 - Sung Hyun-ah, attrice e modella sudcoreana
- 1975 - Suriya, attore e produttore cinematografico indiano
- 1975 - Alessio Tacchinardi, allenatore di calcio e ex calciatore italiano
- 1975 - Mario Tokić, allenatore di calcio e ex calciatore croato
- 1975 - Salvo Toscano, scrittore, giornalista e blogger italiano
- 1976 - Judith Arndt, ex ciclista su strada e pistard tedesca
- 1976 - Tony Bevilacqua, musicista e chitarrista statunitense
- 1976 - Matt Birk, ex giocatore di football americano statunitense
- 1976 - Brian Carney, rugbista a 13, rugbista a 15 e giornalista irlandese
- 1976 - Andrea Cavaletto, sceneggiatore e fumettista italiano
- 1976 - Stephanie Grisham, funzionaria statunitense
- 1976 - Péter Halász, compositore, musicista e direttore d'orchestra ungherese
- 1976 - Daniel Demetrio Hernández, allenatore di calcio e ex calciatore statunitense
- 1976 - Jörg Jaksche, ex ciclista su strada tedesco
- 1976 - Juan Gutiérrez Moreno, ex calciatore spagnolo
- 1976 - Judit Polgár, scacchista ungherese
- 1976 - Tal Sondak, cantante israeliano
- 1976 - Ralph Stöckli, giocatore di curling svizzero
- 1976 - Natalija Tereščenko, ex biatleta ucraina
- 1977 - Gail Emms, ex giocatrice di badminton britannica
- 1977 - Francesco Fortunato, pallavolista italiano
- 1977 - Marcos Márquez, ex calciatore spagnolo
- 1977 - Shane McRae, attore statunitense
- 1977 - Artion Poçi, allenatore di calcio e ex calciatore albanese
- 1977 - Neicer Reasco, ex calciatore ecuadoriano
- 1977 - Walter Rivetti, doppiatore e direttore del doppiaggio italiano
- 1978 - An Yulong, ex pattinatore di short track cinese
- 1978 - Stuart Elliott, ex calciatore nordirlandese
- 1978 - Cédric Gracia, ex mountain biker francese
- 1978 - Lauren Groff, scrittrice statunitense
- 1978 - Jim Magrane, ex giocatore di baseball statunitense
- 1978 - Sheila Mello, ballerina, personaggio televisivo e attrice brasiliana
- 1978 - Takashi Miki, ex calciatore giapponese
- 1978 - Heather Moyse, bobbista, rugbista a 15 e velocista canadese
- 1978 - Adriano Munoz, allenatore di calcio e ex calciatore brasiliano
- 1978 - Tasia Sherel, attrice statunitense
- 1978 - Pearry Teo, regista e sceneggiatore singaporiano († 2023)
- 1978 - Takashi Yamamoto, ex nuotatore giapponese
- 1978 - Faysal bin Abd Allah Al Sa'ud, funzionario saudita
- 1979 - Alessandro Agostini, allenatore di calcio e ex calciatore italiano
- 1979 - Perro Aguayo Jr., wrestler messicano († 2015)
- 1979 - Zigmars Berkolds, ex slittinista lettone
- 1979 - Iain Canning, produttore cinematografico e produttore televisivo britannico
- 1979 - Antonio Di Nardo, allenatore di calcio italiano
- 1979 - Anders Høvyvik Hidle, chitarrista, cantante e compositore norvegese
- 1979 - Nataša Jarovenko, modella e attrice ucraina
- 1979 - Sōtīrīs Kyrgiakos, ex calciatore greco
- 1979 - Ricardo Sperafico, pilota automobilistico brasiliano
- 1979 - Cathleen Tschirch, velocista tedesca
- 1979 - Živko Želev, allenatore di calcio e ex calciatore bulgaro
- 1979 - Toni Lopes, ex calciatore portoghese
- 1980 - Tatsuya Endo, fumettista giapponese
- 1980 - Javier Noriega, nuotatore spagnolo
- 1980 - Marc Schneider, allenatore di calcio e ex calciatore svizzero
- 1980 - Craig Stevens, nuotatore australiano
- 1980 - Jimmy Tau, ex calciatore sudafricano
- 1980 - Michelle Williams, cantautrice, attrice e personaggio televisivo statunitense
- 1980 - Salomé di Iorio, arbitro di calcio argentina
- 1981 - Martín Arzuaga, ex calciatore colombiano
- 1981 - Andrija Crnogorac, ex cestista serbo
- 1981 - Dario Damjanović, allenatore di calcio e ex calciatore bosniaco
- 1981 - Irene Franchini, arciera italiana
- 1981 - Susan Hoecke, attrice e modella tedesca
- 1981 - Andreas Holmqvist, ex hockeista su ghiaccio svedese
- 1981 - Jakub Hrůša, direttore d'orchestra ceco
- 1981 - Ismael Íñiguez, ex calciatore messicano
- 1981 - Steve Jocz, batterista e cantante canadese
- 1981 - Dmitrij Karpov, ex multiplista kazako
- 1981 - Jacob Frey, politico e avvocato statunitense
- 1981 - Valeria Montella, ex cestista italiana
- 1981 - Jarkko Nieminen, allenatore di tennis e ex tennista finlandese
- 1981 - Sabrina Palie, ex cestista francese
- 1981 - Raphaël Personnaz, attore francese
- 1981 - Lyndsey Rodrigues, conduttrice televisiva australiana
- 1981 - Mathieu Scarpelli, ex calciatore francese
- 1981 - Yoshiaki Sukeno, fumettista giapponese
- 1982 - Younis Khamis Ibrahim, ex cestista emiratino
- 1982 - Íñigo López Montaña, ex calciatore spagnolo
- 1982 - Ljudmila Kalinčyk, ex biatleta bielorussa
- 1982 - Sérgio Moraes, artista marziale misto brasiliano
- 1982 - Leidys Oquendo, cestista cubana († 2022)
- 1982 - Lora, cantante e personaggio televisivo rumena
- 1982 - Giuseppe Provenzano, politico italiano
- 1982 - Gökhan Ünal, allenatore di calcio e ex calciatore turco
- 1982 - Vladimir Vujović, ex calciatore e allenatore di calcio montenegrino
- 1982 - Gerald Wallace, ex cestista statunitense
- 1982 - Wang Qiang, ex calciatore cinese
- 1982 - Paul Wesley, attore statunitense
- 1982 - Ace Wilder, cantautrice svedese
- 1983 - Behrouz Boochani, scrittore, giornalista e attivista curdo
- 1983 - Kevaughn Connell, calciatore trinidadiano
- 1983 - Bec Hewitt, cantante, attrice e conduttrice televisiva australiana
- 1983 - Yōsuke Ishibitsu, ex calciatore giapponese
- 1983 - Wong Jing Lun, cantante e attore singaporiano
- 1983 - Jean-Robens Jérôme, ex calciatore haitiano
- 1983 - Roman Konečný, calciatore slovacco
- 1983 - Oleksandr Kvačuk, ex ciclista su strada ucraino
- 1983 - Branislav Miličević, ex calciatore serbo
- 1983 - Josefine Öqvist, ex calciatrice svedese
- 1983 - Aaron Peirsol, ex nuotatore statunitense
- 1983 - Michael Silas, ballerino statunitense
- 1983 - David Strettle, ex rugbista a 15 britannico
- 1983 - David Tobini, militare italiano († 2011)
- 1983 - Arsenie Todiraș, cantante moldavo
- 1983 - David Vrbata, hockeista su ghiaccio ceco
- 1984 - Arnór Atlason, ex pallamanista e allenatore di pallamano islandese
- 1984 - Walter Gargano, ex calciatore uruguaiano
- 1984 - Rick Glassman, attore e comico statunitense
- 1984 - Yann Jouffre, ex calciatore francese
- 1984 - Krysta Rodriguez, attrice e cantante statunitense
- 1984 - Brandon Roy, ex cestista e allenatore di pallacanestro statunitense
- 1984 - Fatjon Sefa, ex calciatore albanese
- 1984 - Dillion Sneed, ex cestista e allenatore di pallacanestro statunitense
- 1985 - Nelli Berg, politica e ex calciatrice finlandese
- 1985 - Parfait Bitee, ex cestista e allenatore di pallacanestro camerunese
- 1985 - Tessa Bonhomme, hockeista su ghiaccio canadese
- 1985 - William Dunlop, pilota motociclistico nordirlandese († 2018)
- 1985 - Raúl Fuster, ex calciatore spagnolo
- 1985 - Jayson Jablonsky, ex pallavolista statunitense
- 1985 - Luis Ángel Landín, calciatore messicano
- 1985 - Igor Marić, cestista croato
- 1985 - Anna Maria Mühe, attrice tedesca
- 1985 - Pavlo Rebenok, ex calciatore ucraino
- 1985 - Christian Steffani, ex giocatore di football americano e allenatore di football americano austriaco
- 1985 - Wellington Brito da Silva, ex calciatore brasiliano
- 1985 - Chris Venables, calciatore inglese
- 1985 - Sultan Khamis Zaman, ex mezzofondista burundese
- 1985 - Philip Zwiener, ex cestista tedesco
- 1986 - Charel Allen, ex cestista e allenatrice di pallacanestro statunitense
- 1986 - Mattia Aversa, nuotatore italiano
- 1986 - Alessandro Manuel Benvenuto, politico italiano
- 1986 - Ela Darling, attrice pornografica statunitense
- 1986 - Natasha Hastings, velocista statunitense
- 1986 - Nadja Kamer, ex sciatrice alpina svizzera
- 1986 - Ayaka Komatsu, attrice, modella e cantante giapponese
- 1986 - Leonardo Pettinari, allenatore di calcio e ex calciatore italiano
- 1986 - Reece Ritchie, attore inglese
- 1986 - Elena Sokolova, lunghista russa
- 1986 - Alex Čubrevič, cestista russo
- 1987 - Maurice Abatam, lottatore ciadiano
- 1987 - Maximilian Arndt, ex bobbista tedesco
- 1987 - Philipp Boy, ex ginnasta tedesco
- 1987 - David Bruton, giocatore di football americano statunitense
- 1987 - Rene Carter, calciatore britannico
- 1987 - Alessio Cerci, ex calciatore italiano
- 1987 - Ann-Sophie Duyck, ex ciclista su strada belga
- 1987 - Marc Fernández, ex cestista spagnolo
- 1987 - Gabriele Ganeto, ex cestista italiano
- 1987 - Luiz Gustavo Dias, calciatore brasiliano
- 1987 - Anete Horelika, ex cestista lettone
- 1987 - Ágnes Konkoly, modella ungherese
- 1987 - Serdar Kurtuluş, allenatore di calcio e ex calciatore turco
- 1987 - Imanol Landeta, attore e cantante messicano
- 1987 - Marko Ljubičić, cestista serbo
- 1987 - Ari Mannio, giavellottista finlandese
- 1987 - José Luis Morales Nogales, calciatore spagnolo
- 1987 - Julian Nagelsmann, allenatore di calcio tedesco
- 1987 - Kōsuke Ōta, ex calciatore giapponese
- 1987 - Stefano Patriarca, pallavolista italiano
- 1987 - Juninho, ex calciatore brasiliano
- 1987 - Marta Pihan-Kulesza, ex ginnasta polacca
- 1987 - Felipe Seymour, calciatore cileno
- 1988 - Paul Anderson, ex calciatore inglese
- 1988 - James Develin, ex giocatore di football americano statunitense
- 1988 - Mudathir El-Tahir, calciatore sudanese
- 1988 - Jorge Gatgens, calciatore costaricano
- 1988 - Cheikh M'Bengue, ex calciatore francese
- 1988 - Daniel Mancinelli, pilota automobilistico italiano
- 1988 - Pieter Mbemba, ex calciatore congolese (Repubblica Democratica del Congo)
- 1988 - Ivana Nešović, pallavolista serba
- 1988 - Kate O'Brien, paraciclista, pistard e ex bobbista canadese
- 1988 - Michael Odibe, calciatore nigeriano
- 1988 - Björn Thurau, ex ciclista su strada tedesco
- 1988 - Nikola Ǵorǵiev, pallavolista macedone
- 1989 - Angela Bensend, pallavolista statunitense
- 1989 - Gabrijel Boban, calciatore croato
- 1989 - Rinat Dzhumabaev, scacchista kazako
- 1989 - Elsa Eduardo, cestista angolana
- 1989 - Kim Ekdahl du Rietz, ex pallamanista svedese
- 1989 - Harris English, golfista statunitense
- 1989 - Daniel Radcliffe, attore britannico
- 1989 - Víctor Rodríguez Romero, ex calciatore spagnolo
- 1989 - K.J. Wright, ex giocatore di football americano statunitense
- 1989 - Mohammad Karim Yaqoot, mezzofondista afghano
- 1989 - Donald Young, ex tennista statunitense
- 1990 - Mohamed Abdelaal, judoka egiziano
- 1990 - Sanaa Altama, ex calciatore ciadiano
- 1990 - Johnson Bademosi, giocatore di football americano statunitense
- 1990 - Lanz Khan, rapper italiano
- 1990 - Gracie Carvalho, modella brasiliana
- 1990 - Taha Dyab, calciatore siriano
- 1990 - Rafael Forster, calciatore brasiliano
- 1990 - Charles Hérold, calciatore haitiano
- 1990 - Taylor Kemp, ex calciatore statunitense
- 1990 - Matic Kotnik, calciatore sloveno
- 1990 - Victoria Camps Medina, attrice e modella spagnola
- 1990 - Giulia Molinaro, golfista italiana
- 1990 - Dagny, cantante norvegese
- 1990 - Manuel Pleisch, ex sciatore alpino svizzero
- 1990 - Dejan Radonjić, ex calciatore tedesco
- 1990 - Kevin Reynolds, pattinatore artistico su ghiaccio canadese
- 1990 - Aaron Wahl, giocatore di football americano tedesco
- 1991 - Nathan Adams, programmatore inglese
- 1991 - Terron Armstead, ex giocatore di football americano statunitense
- 1991 - Giacomo Boero, pallanuotista italiano
- 1991 - Benjamin Čolić, calciatore bosniaco
- 1991 - Aaron Dobson, giocatore di football americano statunitense
- 1991 - Christiane Endler, calciatrice cilena
- 1991 - Lars van der Haar, ciclocrossista e ciclista su strada olandese
- 1991 - Teruto Ishihara, artista marziale misto giapponese
- 1991 - Lauren Mitchell, ginnasta australiana
- 1991 - Penelope Mitchell, attrice australiana
- 1991 - Alberto Moncayo, pilota motociclistico spagnolo
- 1991 - Dmitrij Orlov, hockeista su ghiaccio russo
- 1991 - Chantale Riddle, pallavolista statunitense
- 1991 - Kianoush Rostami, sollevatore iraniano
- 1991 - Fernando Schmed, ex sciatore alpino svizzero
- 1991 - Beton.Hofi, rapper e attore ungherese
- 1991 - Taylor Smith, cestista statunitense
- 1991 - Kamil Syprzak, pallamanista polacco
- 1991 - Joachim Van Damme, calciatore belga
- 1991 - Fanny Vágó, calciatrice, allenatrice di calcio e ex giocatrice di calcio a 5 ungherese
- 1991 - Rodney Williams, ex cestista statunitense
- 1992 - Manu Balda, calciatore ecuadoriano
- 1992 - Alec Brown, cestista statunitense
- 1992 - Jhon Cifuente, calciatore ecuadoriano
- 1992 - Tosin Cole, attore britannico
- 1992 - Cristiana De Filippis, matematica italiana
- 1992 - Branden Frazier, cestista statunitense
- 1992 - Francesco Gabriele Frola, ballerino italiano
- 1992 - Danny Ings, calciatore inglese
- 1992 - Luky James, calciatore nigerino
- 1992 - Karolina Karasiewicz, pistard e ciclista su strada polacca
- 1992 - Mario Karelly, ex sciatore alpino austriaco
- 1992 - Britne Oldford, attrice canadese
- 1992 - Morena Spanu, calciatrice italiana
- 1992 - Erwin Junior Sánchez, calciatore boliviano
- 1992 - Seta Tamanivalu, rugbista a 15 figiano
- 1992 - Peter Tschernegg, calciatore austriaco
- 1993 - Regard, disc jockey kosovaro
- 1993 - Raja'i Ayed, calciatore giordano
- 1993 - Cornel Ene, calciatore rumeno
- 1993 - Bryn Forbes, cestista statunitense
- 1993 - Kathryn Gallagher, attrice e cantante statunitense
- 1993 - Javonte Green, cestista statunitense
- 1993 - Hsieh Yu-chieh, tennista taiwanese
- 1993 - Zica Manuhi, calciatore vanuatuano
- 1993 - Luciano Massarelli, cestista argentino
- 1993 - Andrea Mattei, pallavolista italiano
- 1993 - Tat'jana Morozova, lottatrice russa
- 1993 - Roisin Nicosia, doppiatrice italiana
- 1993 - Kateřina Pauláthová, ex sciatrice alpina ceca
- 1993 - Kyle Peko, giocatore di football americano statunitense
- 1993 - Roy Robertson-Harris, giocatore di football americano statunitense
- 1993 - Lili Simmons, attrice e modella statunitense
- 1994 - Mauricio Asenjo, calciatore argentino
- 1994 - Andrés Barboza, calciatore uruguaiano
- 1994 - Walid El Karti, calciatore marocchino
- 1994 - David Gleirscher, slittinista austriaco
- 1994 - Kelvin Harrison Jr., attore statunitense
- 1994 - Tonye Jekiri, cestista nigeriano
- 1994 - Stephen Kingsley, calciatore scozzese
- 1994 - Wilson Manafá, calciatore portoghese
- 1994 - Felix Michel Melki, calciatore svedese
- 1994 - Khaled Narey, calciatore togolese
- 1994 - Alexandros Nikolias, calciatore greco
- 1994 - Pablo Parra, calciatore cileno
- 1994 - Aljaksandr Paznjak, calciatore bielorusso
- 1994 - Claudia Salas, attrice spagnola
- 1995 - Hwasa, cantante, ballerina e personaggio televisivo sudcoreana
- 1995 - Leonardo Koutrīs, calciatore greco
- 1995 - Skander Mansouri, tennista tunisino
- 1995 - Thomas Ramos, rugbista a 15 francese
- 1995 - Arthur Rinderknech, tennista francese
- 1995 - Samuli Samuelsson, velocista finlandese
- 1995 - Javier Sequeyra, calciatore argentino
- 1995 - Faryl Smith, soprano e cantante britannica
- 1995 - Anna Strolenberg, politica olandese
- 1995 - Aina Suzuki, doppiatrice e cantante giapponese
- 1996 - Ante Aralica, calciatore croato
- 1996 - Petar Bočkaj, calciatore croato
- 1996 - Danielle Bradbery, cantante statunitense
- 1996 - Jordy Bruijn, calciatore olandese
- 1996 - Sam Burns, golfista statunitense
- 1996 - Saúl Crespo, calciatore spagnolo
- 1996 - Jacobo Díaz Alejano, cestista spagnolo
- 1996 - David Dobrik, youtuber, attore e personaggio televisivo slovacco
- 1996 - Rachel G. Fox, attrice e cantante statunitense
- 1996 - Cristian González, calciatore uruguaiano
- 1996 - Klava Koka, cantante, youtuber e conduttrice televisiva russa
- 1996 - Álex Mula, calciatore spagnolo
- 1996 - Rodrigo Pérez Casada, calciatore uruguaiano
- 1996 - Wataru Tanigawa, ginnasta giapponese
- 1996 - Sad'eeq Yusuf, calciatore nigeriano
- 1997 - Irene Burillo, tennista spagnola
- 1997 - Chris Clemons, cestista statunitense
- 1997 - Donovan Džavoronok, pallavolista ceco
- 1997 - Faresa Kapisi, velocista samoano americano
- 1997 - Andrés Llinás, calciatore colombiano
- 1997 - Yūsuke Matsuo, calciatore giapponese
- 1997 - Fabian Plak, pallavolista olandese
- 1997 - Jevhen Protasov, calciatore ucraino
- 1997 - Matija Šarkić, calciatore montenegrino († 2024)
- 1997 - Oliver Šarkić, calciatore montenegrino
- 1997 - Philipp Schmiedl, calciatore austriaco
- 1997 - Rodtang Jitmuangnon, thaiboxer e kickboxer thailandese
- 1997 - Alessia Stivaletta, calciatrice italiana
- 1997 - Alberto Urso, cantautore, tenore e polistrumentista italiano
- 1997 - Leo Väisänen, calciatore finlandese
- 1997 - Olamide Zaccheaus, giocatore di football americano statunitense
- 1997 - Fabrício Daniel, calciatore brasiliano
- 1998 - William Akio, calciatore sudsudanese
- 1998 - Susanne Andersen, ciclista su strada norvegese
- 1998 - Deandre Ayton, cestista bahamense
- 1998 - Gabriel Bitan, lunghista rumeno
- 1998 - Janeth Chepngetich, mezzofondista keniota
- 1998 - Sofia Del Stabile, calciatrice italiana
- 1998 - Nathan Frazer, wrestler britannico
- 1998 - Kamel Hmeisheh, calciatore siriano
- 1998 - Martina Lenzini, calciatrice italiana
- 1998 - Facundo Mater, calciatore argentino
- 1998 - Dawid Pakulski, calciatore polacco
- 1998 - Rudy Palomino, calciatore peruviano
- 1998 - José Luis Sinisterra, calciatore colombiano
- 1998 - Tomoaki Ōkubo, calciatore giapponese
- 1999 - Gabito Ballesteros, cantante messicano
- 1999 - Lovro Kos, saltatore con gli sci sloveno
- 1999 - Wagner Leonardo, calciatore brasiliano
- 1999 - Miguel Ángel Mellado, giocatore di calcio a 5 spagnolo
- 1999 - Sherzod Nasrullaev, calciatore uzbeko
- 1999 - Famous Oberogo, cantante spagnolo
- 1999 - Vitinho, calciatore brasiliano
- 2000 - Antonio Blanco, calciatore spagnolo
- 2000 - Vittoria Fontana, velocista italiana
- 2000 - Claudio Gomes, calciatore francese
- 2000 - Malte Gårdinger, attore svedese
- 2000 - Kahiser Lenis, calciatore panamense
- 2000 - Enzo Leopold, calciatore tedesco
- 2000 - Tōya Nakamura, calciatore giapponese
- 2000 - Cheyenne Rosenthal, slittinista tedesca
- 2000 - Mimi Webb, cantautrice britannica
- 2000 - Jakub Švec, calciatore slovacco

## XXI secolo(40)
- 2001 - Camilla Alessio, ex ciclista su strada e pistard italiana
- 2001 - Guillermo Balzi, calciatore argentino
- 2001 - Guillermo Centurión, calciatore uruguaiano
- 2001 - Nicky Cleșcenco, calciatore irlandese
- 2001 - Johan Gómez, calciatore statunitense
- 2001 - Max Hesse, pilota automobilistico tedesco
- 2001 - Jasmina Immaeva, lottatrice uzbeka
- 2001 - Vítězslav Jaroš, calciatore ceco
- 2001 - Alexandra Kerr, calciatrice statunitense
- 2001 - Christian Lundgaard, pilota automobilistico danese
- 2001 - Amir Nesbitt, cestista statunitense
- 2001 - Agustín Ojeda, calciatore argentino
- 2001 - Jorge Ruvalcaba, calciatore statunitense
- 2001 - Austen Smith, tiratrice a volo statunitense
- 2001 - Warre Vangheluwe, ciclista su strada belga
- 2002 - Jon Aramburu, calciatore venezuelano
- 2002 - Veronica Battelani, calciatrice italiana
- 2002 - Trey Benson, giocatore di football americano statunitense
- 2002 - Benjamin Flores Jr., attore statunitense
- 2002 - Hanna Heikal, nuotatrice artistica egiziana
- 2002 - Séléna Janicijevic, tennista francese
- 2002 - Dawid Kocyła, calciatore polacco
- 2002 - Lumix, disc jockey austriaco
- 2002 - Tiago Santos, calciatore portoghese
- 2002 - Ben Starkie, calciatore tanzaniano
- 2003 - Michel Junior Diaz, calciatore ivoriano
- 2003 - Chibuike Nwaiwu, calciatore nigeriano
- 2003 - Gustavo Puerta, calciatore colombiano
- 2003 - Caterina Sinigoi, sciatrice alpina italiana
- 2003 - Fukaj, rapper polacco
- 2004 - Valentín Barco, calciatore argentino
- 2004 - Stefano Belotti, tuffatore italiano
- 2004 - Oleh Fedor, calciatore ucraino
- 2004 - Luca Marianucci, calciatore italiano
- 2004 - Samuele Segreto, attore e ballerino italiano
- 2005 - Yaël Mouanga, calciatore francese
- 2005 - Jozef Solymosy, nuotatore artistico slovacco
- 2005 - Aurora Vicini, altista italiana
- 2007 - Rodrigo Dudok, calciatore uruguaiano
- 2007 - Aimee Michel, nuotatrice artistica svizzera

## Senza anno specificato(1)
- Ita di Lotaringia, nobile tedesca